# 2015 في فلسطين
تحتوي هذه المقالة على أهم الأحداث التي شهدتها دولة فلسطين في 2015.

## السياسة
الرئيس: محمود عباس.
رئيس مجلس الوزراء: رامي الحمد الله.

### تعيينات
- في 3 يناير 2015، عُين إياد تيم رئيسًا لديوان الرقابة الإدارية والمالية الفلسطيني.[1]

- في 16 أكتوبر 2015، قدم عبد الرحيم صالح علي الفرا أوراق اعتماده سفيرًا فوق العادة لدولة فلسطين لدى بلجيكا.[2]
- في 28 أكتوبر 2015، قدم عبد الرحيم صالح علي الفرا أوراق اعتماده سفيرًا فوق العادة لدولة فلسطين لدى لوكسمبورغ.[3]
- في 13 ديسمبر 2015، سلم عبد الرحيم صالح علي الفرا أوراق اعتماده إلى رئيس المجلس الأوروبي سفيرًا لدولة فلسطين لدى الاتحاد الأوروبي

## الأحداث
- 1 يناير - وقعت السلطة الوطنية الفلسطينية معاهدة الانضمام إلى المحكمة الجنائية الدولية والمشاركة فيها.[4]
- 9 سبتمبر - حظرت إسرائيل جماعتين إسلاميتين فلسطينيتين بعد اتهامها بالمسؤولية عن الاحتجاجات العنيفة التي وقعت في الحرم القدسي ضد الزيارات المتزايدة من قبل المستوطنين اليهود.[5] أدى هذا إلى تصعيد التوترات بشأن وضع الحرم القدسي والقدس، مما أدى إلى الانتفاضة الفلسطينية 2015-2016 .
- 10 سبتمبر - بأغلبية 119 صوتًا ضد 8 أصوات، تبنت الجمعية العامة للأمم المتحدة اقتراحًا برفع علم مراقبو الجمعية العامة للأمم المتحدة، بما في ذلك فلسطين والكرسي الرسولي حاليًا، في مقر الأمم المتحدة ومكاتبها.[6]
- 13 سبتمبر - داهمت الشرطة الإسرائيلية الساحة الواقعة خارج المسجد الأقصى في الحرم القدسي الشريف، وأفاد شهود عيان أن الشرطة استخدمت الرصاص المطاطي والغاز المسيل للدموع، وقيدت أبواب المسجد بالسلاسل.[7] ووقعت اشتباكات عديدة حول الموقع في الأيام التالية بين الشرطة الإسرائيلية والمتظاهرين الفلسطينيين. [8]
- 25 أكتوبر - ضربت مدينة طولكرم صباحًا عاصفة مُفاجِئة وغير مسبوقة أدت إلى تحول نهار المدينة إلى ليلٍ دامس بالكامل، في ظاهرة نادرة أثارت استغراب وفزع السُكَّان، تزامنًا مع تساقط حبات البرد الكبيرة التي أدت إلى تحطيم زجاج المركبات والمنازل، إلى جانب الرياح العاتية التي سببت سقوط الأشجار وسقوط أحد أبراج البث التلفزيونيّ الخاص بإحدى محطات التلفزة المحليّة، كما أدت العاصفة إلى توقف حركة المرور وتذبذب التيار الكهربائي.[9][10][11]
- 30 نوفمبر - أدانت محكمة القدس الجزئية القاصرين الإسرائيليين المتورطين في اختطاف وقتل محمد أبو خضير بارتكاب جريمة القتل العمد.[12]
- 16 ديسمبر - أصدرت منظمة حقوق الإنسان الإسرائيلية بتسيلم تقريراً يسرد اثنتي عشرة واقعة يُزعم أن الجنود الإسرائيليين وقوات الأمن الأخرى استخدموا فيها القوة المفرطة ضد الفلسطينيين، من خلال إطلاق النار على المهاجمين أو المعتدين المشتبه بهم حتى بعد أن لم يعودوا يشكلون أي خطر.[13] اتهمت بتسيلم رئيس الوزراء نتنياهو بالإشراف على «واقع معياري زائف جديد» حيث يجب على ضباط الشرطة أو المدنيين المسلحين تبني أسلوب «إطلاق النار بهدف القتل» فيما يتعلق بمهاجمين فلسطينيين مشتبه بهم.[14]
- 17 ديسمبر، تعرض منزل السفير الفلسطيني دياب اللوح في صنعاء إلى إطلاق للنار، ما أدى إلى إصابة أحد الحراس بجراح.[15]